# Rōben Sōjō
Rōben Sōjō (jap. 良弁僧正; ur. 689, zm. 1 października 773, także Ryōben) – japoński mnich buddyjski związany ze szkołą kegon. Drugi patriarcha tej szkoły.

## Biografia
Pochodził z rodziny imigrantów z koreańskiego królestwa Baekje. Urodził się albo w prowincji Ōmi, albo prowincji Sagami (badacze raczej skłaniają się do Sagami; obecnie jest to część Prefektury Kanagawa). Z jego dzieciństwem związanych jest kilka legendarnych opowieści. W jednej z nich został porwany jako dziecko przez orła i zrzucony na sosnę przed frontem dzisiejszego budynku Nigatsu. Rōben został wychowany jak mnich i zobaczył się z matką po 30 latach.  
Po wstąpieniu do klasztoru studiował doktrynę szkoły hossō, będącej japońskim odpowiednikiem chińskiej szkoły faxiang. Jego nauczycielem był Gi’en (義淵, zm. 728). Uważa się, że Gi’en i jego uczniowie Rōben i Gyōki (行基, 668-749) stworzyli podstawy pod japoński buddyzm na początku okresu Nary. W 733 r. Rōben nadzorował budowę Kinshō-ji (金鐘寺), a później konstrukcję olbrzymiego posągu Wajroczany z brązu. Obecnie Kinshō-ji to budynek Hokke-dō.  
Dzięki jego zaangażowaniu koreański mnich Simsang (jap. Shinjō) wygłosił od 740 r. trzyletnią serię wykładów na temat Sutry Awatamsaki w klasztorze, który potem został nazwany Tōdai. Wykłady te utorowały drogę do wzniesienia posągu Wielkiego Buddy (Wajroczany).
W 742 r. Rōben wygłosił wykład o Sutrze złotego światła (skr. सुवर्णप्रभासोत्तमसूत्रेन्द्रराज Suvarṇaprabhāsa sūtra). Stopniowo także stawał się coraz bardziej zaangażowany w politykę. Razem z dworskim urzędnikiem Moroe Tachibaną oraz mnichem szkoły hossō Gyōkim, zwrócili się do cesarza Shōmu z prośbą o zgodę na zbudowanie Wielkiego Buddy (Wajroczany) w Tōdai-ji. Po skończeniu posągu Rōben został wyznaczony na pierwszego opata (jap. bettō) tego klasztoru.
W 756 r., już jako wiodąca postać buddyzmu, został starszym asystentem wysokiego kapłana. W 760 r. obawiając się degeneracji buddyzmu, połączył siły z innym z ówczesnych liderów buddyjskich - Jikunem, aby zapobiec rozkładowi buddyzmu.
W 763 r. został wyznaczony wysokim kapłanem szkoły kegon (jap. zōshō 僧正).
Ostatnie lata życia spędził w Ishiyama-derze w dzisiejszym Ōtsu w prefekturze Shiga. Zmarł 16 listopada 773 r. w pobliżu Udy w dzisiejszej prefekturze Nara.

## Szkołakegon
- Fazang (643-712)

- Shinjō (zm. 742) (Simsang, Koreańczyk) Pierwszy patriarcha szkoły kegon

- Rōben Sōjō (689-773) Drugi patriarcha szkoły kegon

- Jitchū (726?-815?, zm. 824?)
- Dōkyō (700-772)
- Kyōnin (bd)